# Graphiadactylloides
Graphiadactylloides is een geslacht van uitgestorven kreeftachtigen uit de klasse van de Ostracoda (mosselkreeftjes).

## Soorten
- Graphiadactylloides axeus (Brayer, 1952) Green, 1963 †
- Graphiadactylloides moreyi Green, 1963 †
- Graphiadactylloides moridgei (Benson, 1955) Green, 1963 †
- Graphiadactylloides paucituberculatus Green, 1963 †
- Graphiadactylloides slowikensis Olempska, 1981 †
- Graphiadactylloides spinosus (Morey, 1935) Green, 1963 †
- Graphiadactylloides striatoreticulatus Green, 1963 †